# Protorthodes akalus
Protorthodes akalus är en fjärilsart som beskrevs av John Kern Strecker 1899. Protorthodes akalus ingår i släktet Protorthodes och familjen nattflyn. Inga underarter finns listade i Catalogue of Life.